# 麻𫛚属
是鵜形目鹭科的涉禽，其下有四个现生物种及一个化石物种。

## 命名歷史
本屬由英國博物學家詹姆斯·法蘭西斯·斯提芬斯於1819年描述。其模式種由英國動物學家喬治·羅伯特·格雷於1840年指定為，即大麻鷺。其屬名來自中世紀拉丁語的或，指的就是「麻鷺」（即麻鷺亞科）。

## 下屬物種
本屬包含以下物種：
- 大麻鷺 Botaurus stellaris (Linnaeus, 1758)
- 褐麻鷺 Botaurus poiciloptilus (Wagler, 1827)
- 美洲麻鳽 Botaurus lentiginosus (Rackett, 1813)
- 大嘴麻鷺 Botaurus pinnatus (Wagler, 1829)

### 化石物種
- Botaurus hibbardi：其学名用以纪念克勞德·W·希伯德（英语：Claude W. Hibbard）。[6]

## 外部連結
- 维基共享资源上的相關多媒體資源：大麻鷺屬
- 維基物種上的相關：大麻鷺屬